# Spenótház

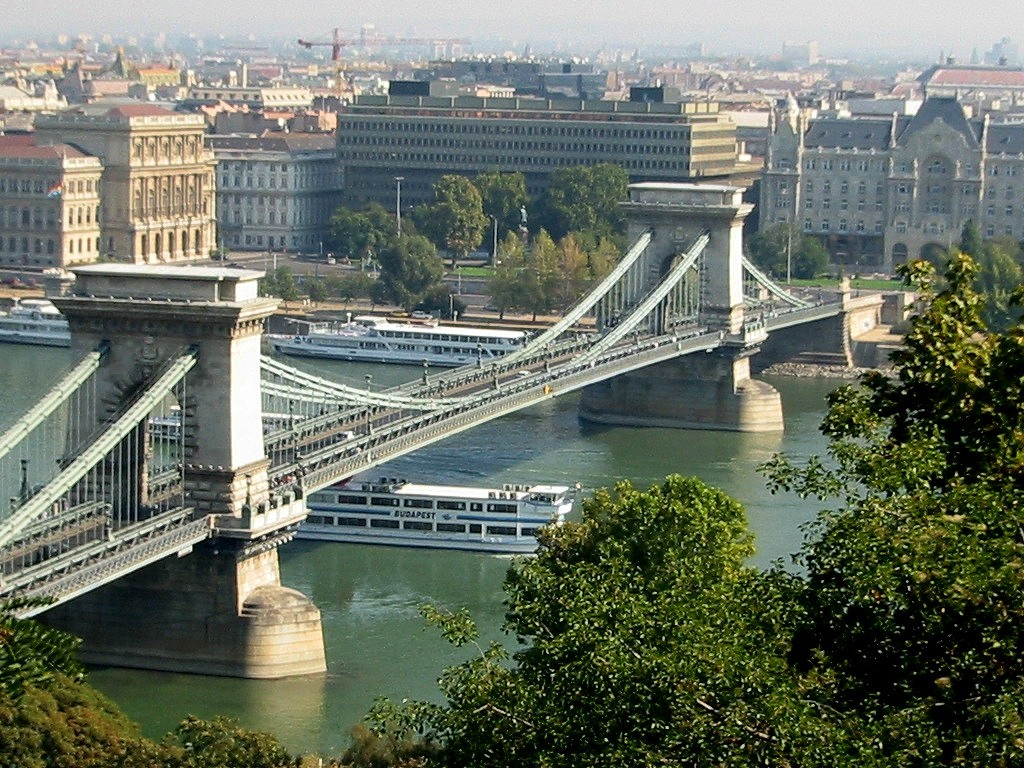
A Spenótház 2003-ban

A Spenótház (jelenlegi nevén Roosevelt 7/8 irodaház) eredetileg állami külkereskedelmi vállalatok székházának tervezett irodaház volt Budapesten a Roosevelt (ma Széchenyi István) téren. Az épület tervezésének idejében úttörőnek számító konstrukciós és gépészeti megoldásokat tartalmazott: itt használtak Magyarországon először teljes egészében acélzsaluzatot és fej nélküli gombafödémet. Az irodaház szabadon áthelyezhető válaszfalakkal épült. A Spenótház volt az első teljesen légkondicionált épület hazánkban.

## A Spenótház tervezése
Az épület tervezését a Kereskedelmi Beruházási Vállalat rendelte meg 1969-ben a KÖZTI-től. A végleges építési engedélyt a hatóságok 1970 márciusában adták ki. Az épületet a kísérleti épületek közé sorolták klímaberendezésének újszerűsége miatt. A kiviteli tervezés azonban elhúzódott a feladat mérete és a gépészeti berendezések akkoriban nehézkes importigénye miatt. A részletes tervek 1973-ra lettek készen, de a kivitelezés folyamatos csúszása miatt a tervezők még 1978-ban is szolgáltattak felülvizsgált korszerűsített terveket.

### Tervezők
- Építészet: Hofer Miklós, Hübner Tibor és Horváth Lajos

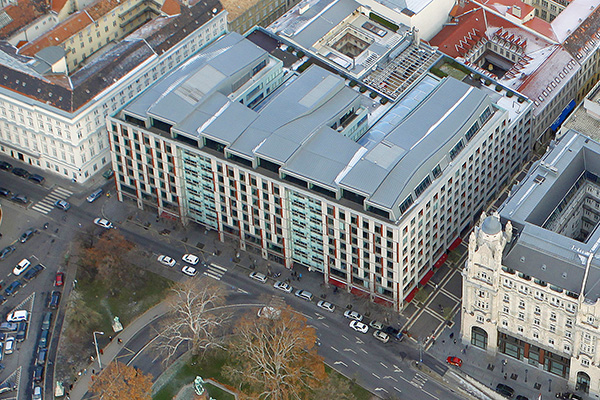
Az átalakított Spenótház légi fotón

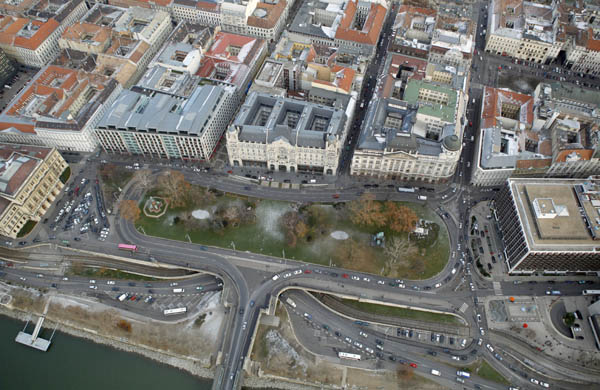
Az átalakított Spenótház légi felvételen

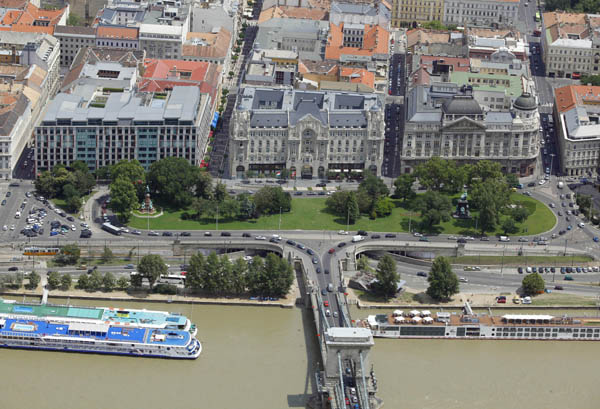
Az átalakított Spenótház a levegőből

- Statika: Horváth Z. Kálmán
- Épületgépészet: Solymosi Antal

## A Spenótház építése
Az irodaház építése 11 évig tartott, miközben a beruházási költség 180 millióról 750 millió forintra nőtt.
Az épület szerkezete 1972-re készült el. 1974 és 1976 között óriási vita zajlott az épület vasbeton szerkezeteinek állékonyságáról. Végül egyes szerkezeteket megerősítettek. A födémek súlyát pedig csökkentették. Az építésben számos állami nagyvállalat vett részt, és a kivitelezés szereplői sokszor cserélődtek. 1979-re az építkezés kaotikussá vált. A nem őrzött épületből sorra lopták ki a beépített anyagokat. 1980-ban történt meg végül az épület átadása.

## A homlokzat színe és megítélése
A tervezők eredetileg üvegfalú, akkoriban modernnek számító, alumínium homlokzatot képzeltek el. Az állami illetékesek azonban kikötötték, hogy a homlokzat kőből legyen. Végül szerelt vasbeton homlokzat készült fújt festéssel.
Az építési engedélyt azzal a kikötéssel adták ki, hogy a városkép érdekében a külső homlokzati színmintákat előzetesen be kell mutatni. Amikor befejezéséhez közeledett az épület, maga a fővárosi zsűri választotta ki a színt három felfestett homlokzati mintából a Zrínyi utcai homlokzaton. A közvélemény részéről sokan kritizálták a spenótra emlékeztető színt. Napirendre is került az épület átfestése. A 20-25 milliós többletköltség miatt a Fővárosi Tanács azonban nem járult ehhez hozzá.
Az épület már az átadás előtt, de főleg utána a média célkeresztjébe került. Az Élet és Tudományban építészek érveltek ellene, de mellette is. A Ludas Matyi és a Rádiókabaré is kifigurázta a Spenótházat. Kubinszky Mihály építészkritikus túl egyszerű megfogalmazásúnak, méretében túlzottnak ítélte az épületet a Budapest című folyóirat hasábjain. A homlokzatot pedig túlságosan hosszúnak tartotta. Kihangsúlyozta azonban, hogy a tervezéstől a kivitelezésig 13 év telt el, miközben az ízlésvilág is változott. 1968-ban még tetszetősnek számított volna az épület.

## A Spenótház gazdái
Az épület eredetileg három nagy állami külkereskedelmi vállalat – a MEDIMPEX, NIKEX és TANNIMPEX – közös székháza lett volna. 1980-ban egy frissen létrehozott állami bizottság úgy döntött, hogy az épületet nem a vállalatok, hanem három állami szerv kapja: az Országos Tervhivatal, a Munkaügyi Minisztérium és az Országos Anyag- és Árhivatal.
A rendszerváltással az Országos Tervhivatal 1990-ben megszűnt. Az épület a munkaügyi és pénzügyi tárcákhoz került, majd 1996-ban az ÁPV Rt. tulajdonába ment át. A vagyonügynökség bajor befektetőknek adta el.

## A Spenótház áttervezése
2001 júliusában a BHG Beruházó Bt., a Schörghuber Csoport tagja meghívásos tervpályázatot írt ki az épület átalakítására a főbb szerkezetek megtartásával. A pályázatra az eredeti tervező cég – a KÖZTI – mellett számos építészirodát hívtak meg. A bíráló bizottság 2001 szeptemberében a Mesteriskola – Borsay Attila, Csendes Mónika, Herczeg László, Pintér Tamás és Szokolyai Gábor építészek – tervét találta a legjobbnak. A második díjat a Turányi és Simon Építésziroda, a harmadik díjat a Pálfy Sándor vezette Építész Stúdió Kft. kapta.
Mivel a mesteriskolás építészek nem rendelkeztek a megfelelő tervezési jogosultsággal, a felelős tervező szerepét Golda János építész vállalta el. Ő végül 2002-ben néhány mesteriskolással együtt kiszállt a projektből. Ekkor Turányi Gábor vállalta át a felelős tervezői szerepkört. A mesteriskolásokat azonban lemondatta a szerzői jogaikról, majd a későbbiekben is megtiltotta, hogy tervezőként a nevüket feltüntethessék. Így a tervezés szakmai, jogi és etikai konfliktusokkal terhelve zajlott. Az építészkamara kamaraügyészi jelentése szerint a kiviteli tervi munkarészek közül az alaprajzok, metszetek, lépcsőházak, liftaknák, álmennyezetek és álpadlók tervei és részlettervei, valamint a belsőépítészeti tervezés a MCXVI Kft.-nél (a mesteriskolások cégénél), a homlokzatok és a tető tervei a Turányi és Simon Építészirodánál készültek, míg a homlokzati részlettervezést német szaktervező cég készítette.
Az irodaházat átépített formájában 2006-ban adták át.